# Ваксер, Александр Завелевич
Алекса́ндр (Абрам) Завелевич Ва́ксер (3 декабря 1921, Омск — 18 июня 2020) — советский и российский историк, доктор исторических наук (1973), профессор, научный сотрудник Санкт-Петербургского института истории РАН, лауреат Государственной премии СССР (1975), автор «СПб ведомостей», участник Великой Отечественной войны.

## Биография

### Ранние годы
Родился 3 декабря 1921 в Омске в семье Завелия (Захара) Абрамовича Ваксера и Баси (Елизаветы) Давидовны Ящиной.
В 1939 году с отличием окончил среднюю школу и поступил в Ленинградский военно-механический институт (Военмех), и в том же году был призван в Рабоче-крестьянскую Красную армию. Был направлен в Качинское высшее военное авиационное училище лётчиков под Севастополем. Проходил обучение в школе младших специалистов. Всю Великую Отечественную войну служил в 172 авиационном истребительном полку в должности механика по приборам, комсорга полка. Участвовал в обороне Москвы и Курской битве, а также в Белорусской, Восточно-Прусской и Берлинской операциях. После войны продолжал службу офицером.

### Послевоенные годы
После войны проходил службу в составе войск Бакинского округа ПВО. В 1948 году окончил экстерном исторический факультет Азербайджанского университета. В 1954 году по болезни был уволен из армии. В 1955 поступил в аспирантуру Ленинградского государственного педагогического института им. А. И. Герцена по кафедре истории СССР. Преподавал на историческом факультете. Защитил кандидатскую диссертацию «Восстановление промышленности Ленинграда 1921—1925 гг.».
В 1972 году совместно с другими учеными Ленинградского отделения Института истории СССР Академии наук опубликовал двухтомник «История рабочих Ленинграда», за что был удостоен Государственной премии СССР. В 1973 году защитил докторскую диссертацию «Промышленность и рабочие Ленинграда в 1956—1965 гг.». С 1983 года работал научным сотрудником Санкт-Петербургского института истории РАН. Был руководителем семинара по проблемам послевоенной истории СССР. В 2013 году опубликовал воспоминания «Жизнь, люди, эпоха», охватывающие период с 1921 по 1948 годы. В мемуарах ценные свидетельства непосредственного участника событий сочетаются с беспристрастным анализом учёного-историка.
Дочь — Светлана Слюсарева.

## Основные работы
Является автором и соавтором более 160 научных публикаций.
Книги
- Рабочий класс СССР в годы девятой пятилетки (1971—1975). Л., 1978 (в соавт. с В. А. Ежовым и И. П. Труфановым)
- «История рабочих Ленинграда (1703—1965)» (в 2-х тт.; в соавт.);
- «Санкт-Петербург. 300 лет истории»;
- Россия в XX веке: народ, власть, войны, революции, общество. СПб.: Изд-во СПбГУ, 2004 (2-е изд. 2005; в соавт. с М. П. Ирошниковым);
- Ленинград послевоенный (1945—1982). СПб.: Остров, 2005;
- «Ленинградское дело. Итоги изучения и новые аспекты»;
- Жизнь, люди, эпоха: воспоминания. СПб., 2013;
- Возрождение ленинградской индустрии. 1945 — начало 1950х гг.. СПб., 2015 и др.

Статьи
- Персональные дела членов КПСС как исторический источник // Отечественная история. 1992.№ 5.
- Реформа управления промышленностью и строительством в СССР. По материалам Ленинградского экономического района // Советский мегаполис: Ленинград в процессе модернизации. СПб., 2014.

## Награды
- Орден Отечественной войны II степени[5];
- Орден Красной Звезды;
- две медали «За боевые заслуги»;
- Медаль «За оборону Москвы»;
- Медаль «За взятие Кенигсберга».